# 주오선 쾌속
주오 쾌속선(일본어: 中央快速線 주오카이소쿠센[*]) 또는 주오 선 쾌속(일본어: 中央線快速 주오센카이소쿠[*])은 일본의 간선 철도 노선인 주오 본선 동일본 여객철도 관할 내의 도쿄역과 다카오역 구간 내의 여객 안내 상의 운행 계통이다. 동일본 여객철도 체계 상의 공식 명칭은 주오 급행선이지만 동일본 여객철도 내 홍보지나 여타 관광·정보용 서적과 잡지 등에서는 주오 쾌속선이라는 명칭을 사용한다.

## 개요
동일본 여객철도 도쿄 지구의 주요 운행 계통 중 하나로 도쿄 중심과 도쿄도 서부의 다마 지역 각 도시 간의 연계 및 신칸센이 정차하는 도쿄역과 부도심인 신주쿠 간의 연계를 담당하고 있다. 기본적으로 도쿄역 ~ 다카오 간 운행 형태가 주를 이루지만 일부는 주오 본선 오쓰키역까지나 오메 선·이쓰카이치 선·하치코 선·후지 급행선과 직결 운행을 하고 있다. 노선 색상은 일본국유철도 101계 전동차 운행 당시 채용한 주황색 (■)으로 후속 차량인 일본국유철도 201계 전동차와 동일본 여객철도 E233계 전동차의 띠색 및 여객 안내색으로 계승되어 사용되고 있다. 오차노미즈역 ~ 미타카역 간은 복복선 구간으로 쾌속 계열 전동차가 급행선을 운행하며 완행선은 각역에 정차하는 열차들이 운행한다. 오차노미즈역 부근은 방향별 복복선이며, 오차노미즈 이서 구간은 노선별 복복선이다.
여객 수송량은 나카노역 ~ 신주쿠역 구간이 최대이다. 쾌속 계열 전동차가 일부를 제외하고 모두 도쿄역에서 출발하여 무사시코가네이, 다치카와, 도요다, 하치오지, 다카오역 등에서 방향을 전환하며 서쪽으로 갈수록 수송력이 떨어지는 운행 형태이기 때문에 완행 계열을 포함한 미타카역 이동의 수송력이 최대가 되었다. 다마 지역에서 신주쿠나 도쿄 방면에의 통근 및 통학 노선이지만 아침과 저녁의 승객이 한쪽 방향으로 편중되는 경우는 없으며 양쪽 방향 모두 큰 수요를 보이고 있다.
일본 철도 노선 중에서는 가장 정시성이 좋지 않은 노선으로 알려져 있는데 출퇴근 시간대에는 5분 정도의 지연이 빈번히 발생한다. 이는 승객이 많은 것 이외에 시간 당 최대 30편이 운행되는 지나치게 과밀한 시간표가 주요 원인이다. 또 시발착역인 도쿄역은 1면 2선이라는 협소한 구조에 모든 열차가 정차하기 때문에 제 시간에 열차가 운행되기 매우 어렵다. 이 밖에 인명 사고가 많거나 30분에 1편씩 운행되는 특급이나 특별 쾌속, 통근 라이너 등 다양한 종류의 열차 종별이 있는 것, 오메 선 등 지선 노선들과의 잦은 직결 운행 때문에 운행 형태가 복잡한 것도 이유 중 하나이다. 또, 조반선이나 도카이도 본선 등이 15량 편성으로 운행되는 것에 비해 최대 10량 편성 정도로 운행되기 때문에 혼잡 완화가 어렵다.

### 노선의 공식 명칭
도쿄 - 간다 구간은 도호쿠 본선, 요요기 ~ 신주쿠 구간은 야마노테 선에 속하며 나머지 구간은 주오 본선이다. 국철 시절에는 두 구간을 중첩 구간으로 다루었지만 민영화 이후에 단일 소속으로 변경되었다. 덧붙여 시스템 상의 경로 표시에서는 주오히가시 선으로 불리며 구간은 도쿄 - 간다 - 신주쿠 - 니라사키…로 규정하고 있어 도쿄 - 간다 구간은 도호쿠 본선과 중첩되고 야마노테 선의 요요기 ~ 신주쿠 구간과는 분리되어 있다.
해당 구간 가운데, 오차노미즈 - 나카노 구간은 도쿄 소재의 국철 노선 중 일찍 복복선화가 되거나, 야마노테 선 내에서 복복선의 양쪽 모두에 여객 열차가 운행하여 급행 운전을 실시되었던 것 때문에, 현재, 쾌속 열차나 장거리 열차 등이 운행하는 본선은 정식으로는 “주오 본선(급행선)”이라고 불린다.  이것은 역 구내의 출발 신호기등의 표시등에서 이용되고 있다.
주오 본선의 연혁의 균형이나 운행 계통 때문에, 도쿄 권에서 “주오 선”이라고 하면 주오 선 쾌속열차를 가리키는 경우가 많다. 이 운행 계통의 역 구내 안내의 경우, 도쿄 - 간다 구간과 무사시사카리 - 다카오 구간(복선 구간)에서는 “주오 선”으로, 오차노미즈 - 미타카 구간(복복선 구간)에서는 “주오 선 (쾌속)”으로 안내된다.
예전에 지금의 쾌속 열차는 “급행 전철”이라고 했다.  그러나, 마쓰모토/고후 방면의 준급이 급행열차(유료)로 격상되어서 주오 선 구간에서 유료 급행과 무료 급행이 동시에 운행하게 되자 이에 대한 혼란을 피하기 위해 무료 급행 전철을 쾌속 열차로 개칭하였다.

## 역사
주오 선 쾌속의 대부분의 경로는 코부 철도(en:Kōbu Railway)에 의해 건설되었고 국유화되어 1906년 철도성 소속이 되었다.
주오 선에서의 전기 동력분산식 열차(EMU)의 운행은 1904년에 시작되었다. 1930년에, EMU 서비스는 동에서는 도쿄에서 서로는 아사카와 역(현재의 다카오 역)까지 운행되었다. 1933년에 오차노미즈와 다카오 간의 복복선을 완성시키기 위해 오차노미즈역과 이다마치 역(후에 폐쇄) 간에 새로이 선로 두 개를 증설했다. 이 또 다른 선로에서 급행열차(急行電車, kyūkō densha), 요쓰야역과 신주쿠역을 제외하고 모두 통과하는 열차가 같은 해에 소개되었다. 이 급행 운행은 1961년 3월에 쾌속(快速, kaisoku)으로 변경되었다.
당초에, 급행/쾌속 운행은 주중의 첨두시간대로 제한되었다. 주말의 급행 서비스는 1944년 3월 5일에 시작되었다. 주중 비첨두시간대 운행은 1959년 11월 9일에 시작되었지만, 1966년 4월 28일까지 오직 주중만으로 제한되었다.
오차노미즈역과 간다역 사이에 있던 만세이바시 역은 1943년에 문을 닫았다. 다카오역 동쪽 구역에서, 오직 니시코쿠분지역(1973년 개업)과 니시하치오지역(1939년 개업)만이 쾌속 운행 시작 이후에 추가되었다.
- 1971년 8월 20일 : 201계 전동차가 등장
- 1991년 3월 16일 : "오하요 라이너 다카오/오메"와 "홈 라이너 다카오/오메" 운행 시작
- 1993년 4월 10일 : 고쿠분지역이 오메 특별쾌속 정차역에 포함되기 시작. 통근특별쾌속 운행 시작
- 1997년 11월 1일 : 주오 본선행 115계가 더 이상 신주쿠역 서비스를 하지 않음
- 2005년 10월 5일 : 여성전용차 등장
- 2006년 11월 26일 : E233계 전동차 등장

주오 쾌속선은 몇몇 열차가 선로에서 역을 통과하기 위해서 빠른 속도로 운행되는 것을 주된 이유로 하여, 자살하는 사람들이 높은 것으로 알려졌다.

## 운행 형태
| 역명 | 쾌속 | 통쾌 | 특쾌 | 통특 | 라 |
| --- | ---- | ---- | ---- | ---- | -- |
| 도쿄 | ●    | ●    | ●    | ●    | ●  |
| 간다 | ●    | ●    | ●    | ●    | ｜ |
| 오차노미즈 | ●    | ●    | ●    | ●    | ｜ |
| 스이도바시 | ｜   | ↓    | ｜   | ↑    | ｜ |
| 이다바시 | ｜   | ↓    | ｜   | ↑    | ｜ |
| 이치가야 | ｜   | ↓    | ｜   | ↑    | ｜ |
| 요쓰야 | ●    | ●    | ●    | ●    | ｜ |
| 시나노마치 | ｜   | ↓    | ｜   | ↑    | ｜ |
| 센다가야 | ｜   | ↓    | ｜   | ↑    | ｜ |
| 요요기 | ｜   | ↓    | ｜   | ↑    | ｜ |
| 신주쿠 | ●    | ●    | ●    | ●    | ●  |
| 오쿠보 | ｜   | ↓    | ｜   | ↑    | ｜ |
| 히가시나카노 | ｜   | ↓    | ｜   | ↑    | ｜ |
| 나카노 | ●    | ●    | ◇    | ↑    | ｜ |
| 고엔지 | ▲    | ↓    | ｜   | ↑    | ｜ |
| 아사가야 | ▲    | ↓    | ｜   | ↑    | ｜ |
| 오기쿠보 | ●    | ●    | ｜   | ↑    | ｜ |
| 니시오기쿠보 | ▲    | ↓    | ｜   | ↑    | ｜ |
| 기치조지 | ●    | ●    | ｜   | ↑    | ｜ |
| 미타카 | ●    | ●    | ●    | ↑    | ｜ |
| 무사시사카이 | ●    | ↓    | ｜   | ↑    | ｜ |
| 히가시코가네이 | ●    | ↓    | ｜   | ↑    | ｜ |
| 무사시코가네이 | ●    | ↓    | ｜   | ↑    | ｜ |
| 고쿠분지 | ●    | ●    | ●    | ●    | ｜ |
| 니시코쿠분지 | ●    | ↓    | ｜   | ↑    | ｜ |
| 구니타치 | ●    | ↓    | ｜   | ↑    | ｜ |
| 다치카와 | ●    | ●    | ●    | ●    | ●  |
| 히노 | ●    | ●    | ●    | ↑    | ｜ |
| 도요다 | ●    | ●    | ●    | ↑    | ｜ |
| 하치오지 | ●    | ●    | ●    | ●    | ●  |
| 니시하치오지 | ●    | ●    | ●    | ↑    | ｜ |
| 다카오 | ●    | ●    | ●    | ●    | ●  |
| 범례 - ◇ = 하행 특별쾌속 열차는 통과 - ▲ = 주말에 통과 - 통쾌 = 하행 통근쾌속 - 특쾌 = 특별쾌속 - 통특 = 상행 통근특별쾌속 - 라 = 주오 라이너·오메 라이너 |      |      |      |      |    |

정기 열차 중 일반 열차는 아래의 운행 계통으로 이루어져 있다. 이 중 거의 하루 종일 운행되는 계통은 특별쾌속과 쾌속뿐으로 그 외의 종별은 일부 시간대에만 운행된다. 주오 (오메) 특별쾌속 이하의 하행 열차는 다치카와 이서 구간에서 각역 정차로 안내되고 있다. 또한, 다카오 이서 구간에 운행하는 열차는 다카오 이후부터는 열차번호 끝에 "M"이 붙으며, 열차 종별과 관계없이 보통 열차로 취급된다.  다만, 상행선의 경우 보통 열차 이외에는 해당 종별로 안내된다.
도쿄나 신주쿠에서 이러한 쾌속계 전동차를 종합하면, 하루를 통틀어서 볼 때 시간 당 14편(주오특쾌 3편, 오메특쾌 1편, 쾌속 10편), 평일 아침은 시간 당 29편(신주쿠역 8시대 도착 횟수)와 고빈도로 운행되어 오차노미즈 - 미타카 구간에서 같이 운행하는 각역정차(하루를 통틀어서 볼 경우 시간당 11~12편, 평일 아침에는 시간당 24편)보다 운행 횟수가 많다. 덧붙여 주오 쾌속선에서는 시각표 패턴으로 확실히 운행되지는 않으며, 매시각 출발 시간이 다르다.
아울러 특별쾌속은 특쾌 (일본어: 特快, とっかい 돗카이[*]）로 줄여서 부른다.
특실(그린 차)는 수도권의 통근 라이너와는 달리 지정석으로 운영한다.

### 주오 라이너·오메 라이너
도쿄·신주쿠 ~ 다카오 (일부 하치오지 역 발착)·오메 간을 연결하는 라이너 열차로 특급용 차량들이 운행되고 있다. 하행 라이너의 경우 도쿄 및 신주쿠에서는 승차 취급만, 다른 정차역에서는 하차 취급만 이루어진다. 상행 라이너는 그 반대이다.

### 통근특별쾌속
평일 아침에 상행선 도쿄 행만 운행하며, 줄여서 통근특쾌(通勤特快), 혹은 통특(通特)이다. 다카오 -> 다치카와 구간에서도 각역에 정차하지 않으며 고쿠분지 -> 신주쿠(21.1 km) 구간을 무정차로 운행하는 등 특급 요금을 별도로 받지 않은 열차 중에서는 가장 정차역이 적지만 시각표가 매우 과밀한 출퇴근 시간대에 운행하는데다가, 쾌속도 2분 간격으로 많기 때문에 일반 쾌속과 같은 구간에서 소요 시간이 별로 다르지 않다(다치카와 -> 신주쿠 구간 33분 정도 소요). 특히 미타카 - 신주쿠 구간은 배차 간격이 좁기 때문에 속도가 느려지는 경우가 많다.
E233계의 LED식 행선지 표시기에서는 적색으로 표기된다.
오쓰키 및 오메에서 출발하는 열차가 각 2편, 다카오에서 출발하는 열차가 1편으로 총 하루 5편이 운행되고 있다. 시간대는 다치카와 도착 기준으로 오전 7시대 2편, 8시대 3편이다. 다치카와와 고쿠분지에서 쾌속과 접속하는 것 이외에 도요다, 무사시코가네이, 미타카, 나카노에서 쾌속을 추월하는 경우도 있다.
정차역은 국유철도 시절의 보통 열차와 비슷하다. 차이점이 있다면, 이전의 보통은 다치카와 - 신주쿠 구간에서 일시적으로 미타카에 정차했지만, 이 열차는 고쿠분지에만 정차한다는 점이다.
1993년 4월 10일부터 운행에 들어갔으며, 그 때부터 지금까지 정차역이 변경된 적은 없었다.

### 주오·오메 특별쾌속
주/야간을 통틀어서 운행을 하며, 특별히 야간 하행선은 주말이나 휴일에만 운행한다. 도쿄 - 다치카와 구간에서 각 역에 정차하지 않으며, 다치카와 - 다카오/오쓰키/오메 구간에서는 각 역에 정차한다. 주오 선 구간에만 운행하는 열차는 주오 특별 쾌속이며, 오메 선과 직결 운행하는 열차는 오메 특별쾌속이다.
국철 시절이었던 1967년 7월 3일 특별쾌속으로 운행되기 시작하였다. 이로 인하여 주오 쾌속선은 일본국유철도 최초로 특별 쾌속이 운행된 노선이 되었으며, 운행 초기에는 도쿄 - 간다 - 오차노미즈 - 요쓰야 - 신주쿠 - 나카노 - 미타카 - 고쿠분지 - 다치카와 이서 구간 각 역에 정차했다. 민영화 초기까지 특별쾌속으로 운행되었다가 1988년 12월 1일 주오 특별쾌속 (주오 특쾌, 일본어: 中央特快 주오톳카이[*])으로 변경되고 오메 선 직결 운행 특별 쾌속으로서 오메 특별쾌속(오메 특쾌, 일본어: 青梅特快 오메톳카이[*])을 신설함과 동시에 주오 특쾌에만 고쿠분지역을 정차역에 추가되었다. 그러다가 1993년 4월 10일의 시각표 개정으로 오메 특쾌도 고쿠분지에 정차하게 되었다. 이로 인하여 주오 쾌속선 구간 내에서는 정차역의 차이가 없어졌기 때문에 그저 특쾌로 불리는 경우가 많다. 이 밖에 특별쾌속 계열에는 휴일 쾌속 오쿠타마·아키가와 호가 포함된다.
평일 심야에 2편 정도만 설정된 신주쿠에서 출발하는 주오 특별쾌속은 나카노역을 통과한다. 이것은 신주쿠역에서 후속 쾌속 열차가 나카노역에 도착한 후에 발차하는 시간표 운용 상의 이유와, 나카노역에 정차할 필요성이 낮아진 것 등 수요 상의 이유가 존재한다. 다만 휴일 쾌속 오쿠타마·아키가와 호는 신주쿠역에서 출발하지만 나카노역에 정차한다.
E233계의 LED식 행선지 표시기에는 주오 특쾌가 청색, 오메 특쾌가 녹색으로 표기된다. 다만, 다치카와 이서 구간에서는 각 역에 정차하기 때문에 다치카와부터는 종별이 표기되지 않는다.
보통 시간당 네 편 정도가 운행되는데, 주오 특별쾌속과 오메 특별쾌속의 비율이 3대 1로 오메 특별쾌속의 편수가 비교적 적다.(대체로 15분 간격) 원칙적으로 고쿠분지와 미타카, 일부는 다치카와역에서 쾌속 또는 각역정차 열차와 접속한다. 다치카와에서의 접속은 오메 특쾌에서 많이 볼 수 있다.
일부의 주오 특별쾌속은 도요다역과 다카오역 (하행만), 사가미코역, 시오쓰역 중 한 곳에서 특급의 통과 대기가 이루어지는 경우가 있다. 특히 오쓰키역에서 출발하는 열차를 비롯한 다카오역 이서 구간에서 발착하는 열차는 그 대부분이 도중에 특급에 추월당한다. 오메 특별쾌속이 특급의 통과를 위해 대기하는 경우는 없다.

### 통근쾌속

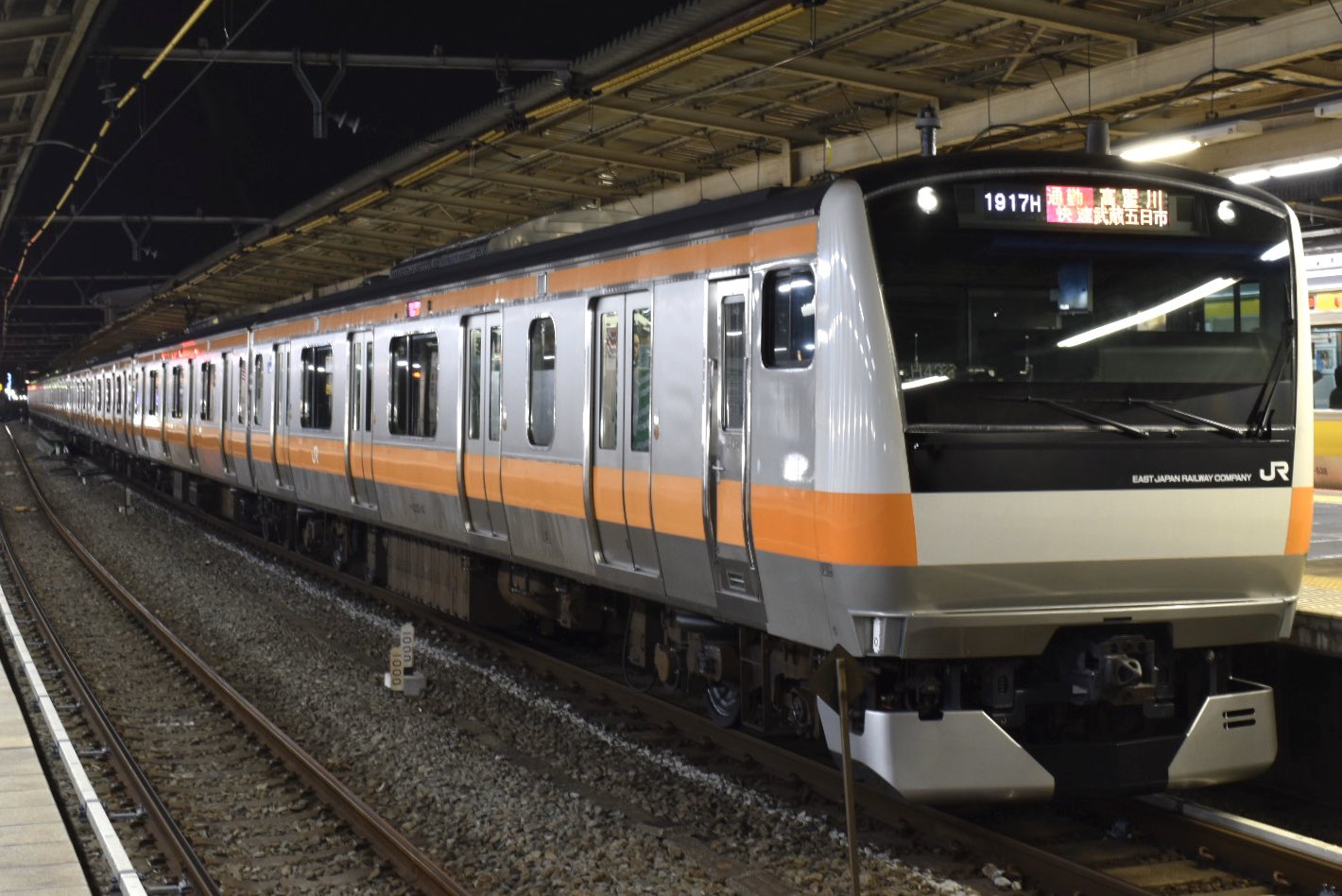
통근쾌속

평일 저녁부터 야간의 일부 시간대 사이에 하행선에만 특별 쾌속 대신 운행된다. 이 때문에 운행 형태는 주오 특별쾌속·오메 특별쾌속처럼 미타카, 고쿠분지, 다치카와에서 완급 접속이 이루어진다. 정차역은 특별쾌속의 정차역 및 오기쿠보역과 기치조지역이다.  통쾌(일본어: 通快 쓰카이[*])로 줄여서 부르기도 한다. E233계의 LED 행선 표시기에는 보라색으로 종별이 표기된다.  일부의 통근쾌속은 도요다, 다카오, 사가미코, 시오쓰 중 한 곳에서 통과 대기가 이루어지는 경우가 많아, 오쓰키 행이나 가와구치코 행 열차는 전부 특급에 의해 추월당한다.  2007년 3월 18일의 시각표 개정으로, 21시대의 특별 쾌속 4편이 통근 쾌속으로 전환되었다.
처음 운행했을 당시(1986년 11월 1일)에는, 도쿄 - 간다 - 오차노미즈 - 요쓰야 - 신주쿠 - 나카노 - 미타카까지 정차하고 미타카 이서 구간에는 각 역에 정차했으며, 그 중 신주쿠에서 출발하는 열차는 나카노를 통과했다. 후에, 미타카 - 다치카와 구간은 고쿠분지만 정차하게 되었으며(지금의 특별쾌속열차와 같은 정차역), 1988년 12월 1일부터는 오기쿠보, 기치조지에 정차하기 시작하였다.

### 쾌속
주오 쾌속선의 주축을 이루는 열차로 또한, 가장 많이 운행되는 종별이다. 복복선 구간에서만 쾌속 운전을 행하며 나카노부터 다카오 방면으로는 각 역에 정차하되, 나카노 - 기치조지 구간에서는 고엔지, 아사가야, 니시오기쿠보에 평일에 한해 정차한다.  LED식 행선지 표시기에서는 상행선 전 구간과 평일 하행선의 나카노, 주말 및 휴일의 기치조지까지는 오렌지색으로 "쾌속"이라고 표기된다. 역의 발차 안내에서도 평일은 나카노역, 주말 및 휴일에는 기치조지에서부터는 각역정차가 되어 종별이 표시되지 않게 된다.
또한, 무사시코가네이에서 출발하는 하행 열차 등 미타카역 이서 구간에서만 운행하는 열차는 운행 상 통과역이 없고, 실제 안내방송이나 역 구내 방송에서는 출발역에서 종착역까지 각역정차로 안내하지만 정식 운행 종별은 쾌속이다. 일부의 책자 시간표에서는 이것을 그대로 적용하여 주오 본선의 다치카와 발 오쓰키 행에 '다치카와 ~ 다카오 간 쾌속' 표기가, 오메 선의 무사시코가네이 발 오메 행 전차는 쾌속 종별 표기가 각각 되어 있다.
덧붙여 같은 "쾌속"을 지칭하는 경우는 하치오지 - 구니타치(통과) - 오미야(무사시노 선 경유) 구간의 쾌속인 무사시노 호(むさしの)와 홀리데이 쾌속 가와구치코 호(ホリデー快速河口湖)가 있다. 다만, 정차역에서 보았을 때는 특별 쾌속과 거의 비슷하며, 무사시노 호의 경우 주오 선 구간에서는 다치카와와 하치오지에만 정차하고, 가와구치코 호의 경우는 (신주쿠), (미타카), 다치카와, 하치오지, 다카오에 정차한다.(1, 2호차만 정차)
운행은 1933년 9월 15일에 '급행'(일본어: 急行 규코[*]) 종별로 시작했다. 당시는 평일에만 운행했으며, 도쿄, 간다, 만세이바시(万世橋), 오차노미즈, 요쓰야, 신주쿠, 나카노 및 나카노 이서 구간에서의 각 역에 정차했다. 1943년 11월 1일에 만세이바시 역의 영업 중단으로 무정차 통과하게 되었으며, 1944년 3월 5일부터는 주말 및 휴일에는 운행하기 시작했다. 1946년 6월 17일부터 1951년 9월 17일까지 아침 상행선에 한하여 요쓰야를 통과했으며, 1961년 3월 30일에 '급행'에서 지금의 명칭인 '쾌속'으로 변경(동시에 아사가와 역이 다카오역으로 개칭)되었다. 이 후 주말 및 휴일에 한하여 고엔지, 아사가야, 니시오기쿠보가 무정차 통과역으로 지정되었다.

### 각역정차
이른 아침과 심야에 소부 완행선과의 직결 운행을 하지 않고, 쾌속 전용 차량이 각역 정차(황색 둘레의 문자)로 표기하여 도쿄 - 다카오 구간을 운행한다(오차노미즈 - 미타카 구간에서도 쾌속 운행을 하지 않는다.). 이 시간대에는 모든 전철이 주오·소부 완행선의 선로(오차노미즈 - 미타카 구간)를 경유하기 때문에 소부 선 경유 도쿄/다카오 행으로 간주되는 경우도 있다. 덧붙여 이른 아침에 운행하는 상행선 열차와 심야에 운행하는 하행선에는 무사시코가네이, 다치카와 발착의 소부 선 직결 운행 열차(주오·소부 완행선)가 있다. 이 경우 완행선 전용 전동차인 209계와 E231계가 투입된다. 이른 아침의 상행선과 주말/휴일의 심야 시간대의 상행선은 거의 각역 정차가 운행하지만, 평일 심야의 상하행선과 주말/휴일의 심야 시간대의 하행선은 운행 시작부터 잠시 동안은 쾌속과 각역정차가 섞여서 운행하는 상태가 된다. 덧붙여, 도쿄역 발착의 각역정차의 운전 시간대는 이른 아침, 심야 모두 주말/휴일 시각표에서는 평일보다 30분 내지는 1시간 정도 길다. 또한, 심야의 하행선 열차는 신주쿠역에서 1-2분 정도 정차하며, 막차인 도쿄역에서 24시 35분 출발하여 미타카까지 가는 열차의 경우 신주쿠역에서 야마노테 선과의 연계를 위해 3분 정도 정차한다. 야마노테 선이 늦었을 경우는 연계가 될 때까지 신주쿠역에서 계속 대기한다.
그 외에, 신주쿠역 육교의 재가설 공사를 하는 경우는, 쾌속계의 종별의 운행이 중지되며, 도쿄역 발착의 열차가 각역정차로 운행되는 일이 있다. 이 경우 소부 선 직결 운행 전동차와 교대로 운행된다.(소부 선 직결 주오 선 열차의 횟수는 평소보다 줄어든다.)

### 보통

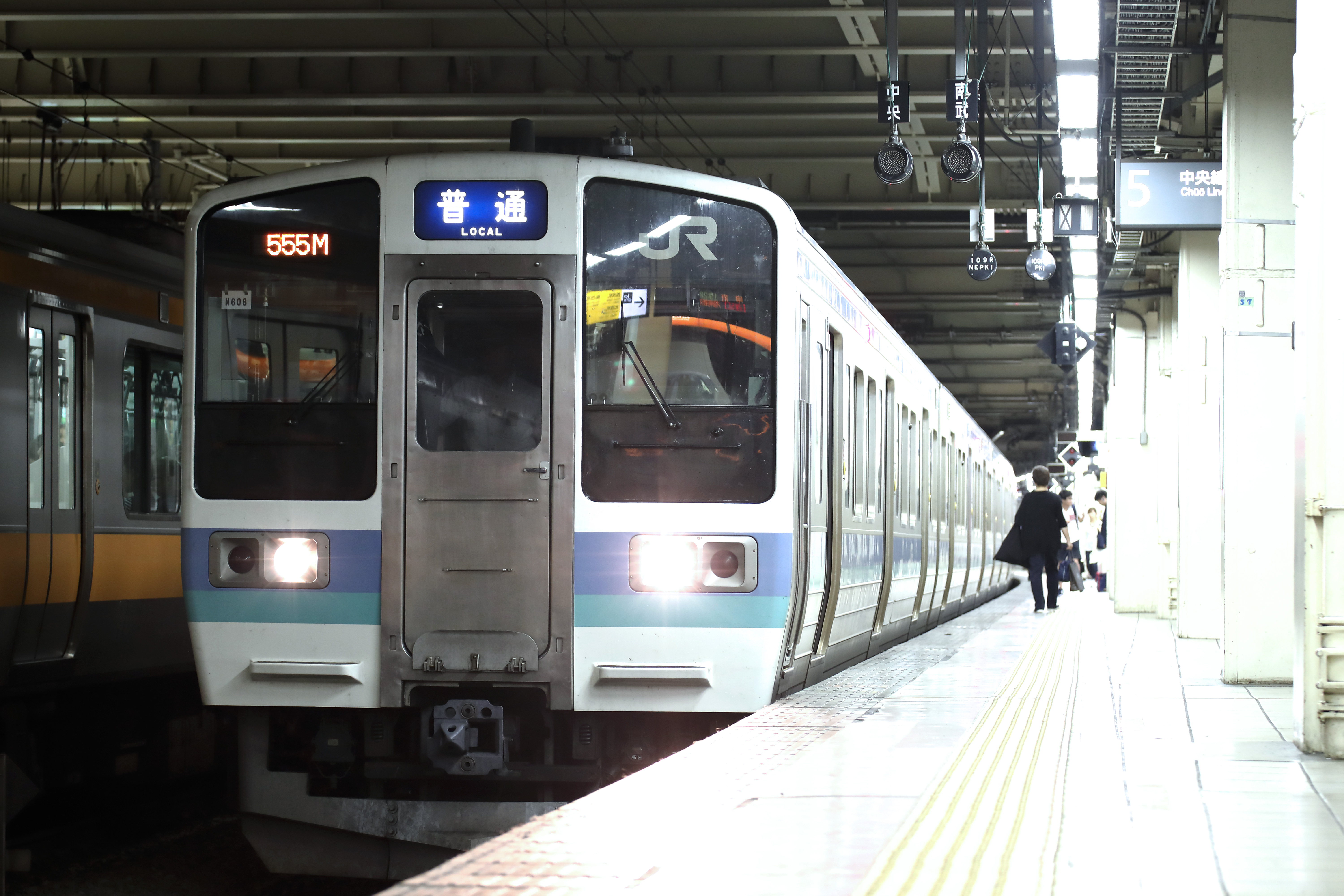
다카오역에 대기중인 보통 열차

다치카와 이서에서 주오 본선을 이용하여 마쓰모토역 방면으로 운행하는 중장거리 열차이다. 1911년 5월 1일에 주오 본선 전 구간이 개통했을 당시 주오 본선 전 구간을 운행한 열차도 존재했었다. 그 후 보통 열차는 신주쿠 발착으로 운행이 되어, 주오 쾌속선 내에서는 다치카와, 하치오지, 다카오 이서 구간 각 역에 정차하였다가 후에 미타카와 니시하치오지에도 정차를 하게 되었다. 1993년 12월 1일에는 신주쿠 발착이 폐지되어 현재는 전 열차가 다치카와 이서 구간에서 발착하며, 1996년 이후에는 히노와 도요다에도 정차하여 주오 쾌속선 내 통과역이 없어지게 되었다. 현재는 반 정도 이상이 다카오에서 왕복 운행이 되고 있어서 다카오에서 주오 특쾌와의 상호 연계가 되고 있다.
신주쿠 발착 열차가 폐지되었을 당시에도, 동일본 여객철도의 차내 도쿄 근교 노선도에는 주오 본선 보통 열차는 신주쿠 발착으로 개재되었지만(반대로 지금은 오쓰키까지 표기되고 있는 쾌속 열차가 다카오까지만 운행하는 것으로 표기가 되었다.), 2001년의 시각표 개정부터는 다치카와 이서 구간으로만 표기가 되었다.
덧붙여 다카오 이서 구간으로 직결 운행하는 쾌속으로 운행하는 열차도, 다카오 이서 구간에서는 운전 종별과 관계없이 모두 보통 열차로 취급된다. 다만, 상행선의 경우 보통 열차 이외에는 해당 종별로 안내된다.

### 그 외의 열차 종별 및 보충
정기적으로 운행하는 열차 중에는 특급 슈퍼 아즈사, 아즈사, 카이지, 나리타 익스프레스가 이 구간을 운행한다.
또한, 오메 선으로 직결 운행하는 특별 쾌속 계열(통근 특쾌, 오메 특쾌, 통근 쾌속)은 반드시 고쿠분지역이나 다치카와역에서 다카오 방면의 쾌속 및 각 역에 정차하는 열차와의 환승이 가능하도록 운행 시각표가 맞추어져 있으며, 오메 선으로 직결 운행하는 쾌속이나 각 역에 정차하는 열차인 경우 다카오 방면의 특별 쾌속 계열(통근 특쾌, 주오 특쾌, 통근 쾌속)과 연계되는 경우도 있지만 모두 그런 것은 아니다.
도쿄역에서 다치카와역 구간의 경우, 쾌속은 주로 미타카역과 고쿠분지역에서 우등 열차와 연계하거나 특급 및 라이너 등을 대피한다. 그렇기 때문에 이론 상으로는 특별 쾌속 열차, 통근 쾌속, 특급, 라이너보다 3편성 앞서서 출발하는 쾌속 열차는 중간에 대피하는 일 없이 도쿄역에서 다치카와역까지 운행할 수 있다고 볼 수 있다.  그러나 하행선의 경우 다치카와역에서 오메 선과 직결 운행하는 열차와의 연계를 위해 대기하는 경우도 있다.
기본적으로 이 노선을 운행하는 열차는 상행선 열차로서 도쿄역까지 운행하고 그곳에서 다시 출발하여 하행선 구간으로 되돌아가는 방식을 취한다. 도쿄역 부근에는 열차 대기선이나 차량기지가 없으며, 타는 곳도 섬식 1면 2선으로 선로 용량이 한계에 다다른다. 이 때문에 평일 아침의 도쿄 행 전철은 마지막 역에서 운행을 마친 후 30초도 안 되어서 하행선으로 되돌아가는 방식이 되풀이되고 있다. 8시 대 후반에서 9시 대까지의 무사시코가네이역의 동쪽 방향(도쿄 방면)에서는 2분 간격으로 운행하는 하행선 열차를 볼 수 있다. 또한, 9시 대에는 도쿄 행 특급이 2대 편성이 되어 있기 때문에 그 열차들 이후에 운행하는 쾌속 열차는 도쿄역 앞에서 신호 대기하는 경우가 많다.
이전에는 쾌속 구간에 열차선별장치가 설치되었지만, ATS-P의 설치로 현재는 철거되고 있다.

## 운행 차량

### 현재 운행 차량
쾌속(통근특쾌/주오 특쾌/오메 특쾌/통근 쾌속까지 포함)/이른 아침 및 심야에 운행되는 각역 정차
현재 주오 쾌속선에는, 4도어 통근형 전동차 10량 편성이 운행되며, 10량으로만 편성되는 경우와 6량과 4량이 연결되는 경우가 있다.  앞으로 후자의 편성을 분할 편성, 이 편성을 분할 운행하는 경우를 분할 운행으로 표기한다.
- E233계 0 번대(2006년 12월 ~ )：58 편성(580량. 주오 선 운행 편성만)
  - 주오 쾌속선 최초의 스테인레스 차량이며, 차체에 주황색 버밀리온(■)의 띠가 감겨진 차량이 사용된다.  201계보다 차체 폭이 넓다.
  - 2006년 12월 26일부터 도쿄 - 오쓰키/오메 구간에서 10량 편성 운행을 시작했다. 이듬해인 2007년 3월 18일의 시각표 개정부터 분할 운용도 시작되었으며, 오메 선/이쓰카이치 선/하치코 선/후지 급행선 직결 운행 열차에도 투입되었다.  분할 편성은, 201계가 도쿄 방향 4량, 오쓰키 방향 6량으로 구성된 것에 비해 이 차량은 도쿄 방향 6량, 오쓰키 방향 4량 편성으로 변경되었다. 또 201계에서는 쾌속 운전을 실시하는 경우에서도 행선지만을 표시하였지만, E233계에서는 행선지 표시기에 「쾌속」을 병기 하고 있다[5]. 주오 선용 편성으로서는 T1 - 42로 H43 - 57의 57개가 제조되었지만, 2008년 3월 시각표 개정으로 운행 횟수가 변경되어, 오메 선/이쓰카이치 선 전용 편성 2개(파랑 458·658)를 주오 선 편성으로 전환하여, H58로 변경되었다. E233계에서는 주오 선 운행 차량과 오메 선 전용 차량은 사양이 완전히 동일하기 때문에, 전환할 경우 편성 변호 변경 외에 손댄 곳은 없다.

주오 라이너/오메 라이너
- E257계(2002년 7월 ~ )
- E351계(2008년 3월 15일 ~ )

### 과거에 투입된 차량
쾌속
- 72계

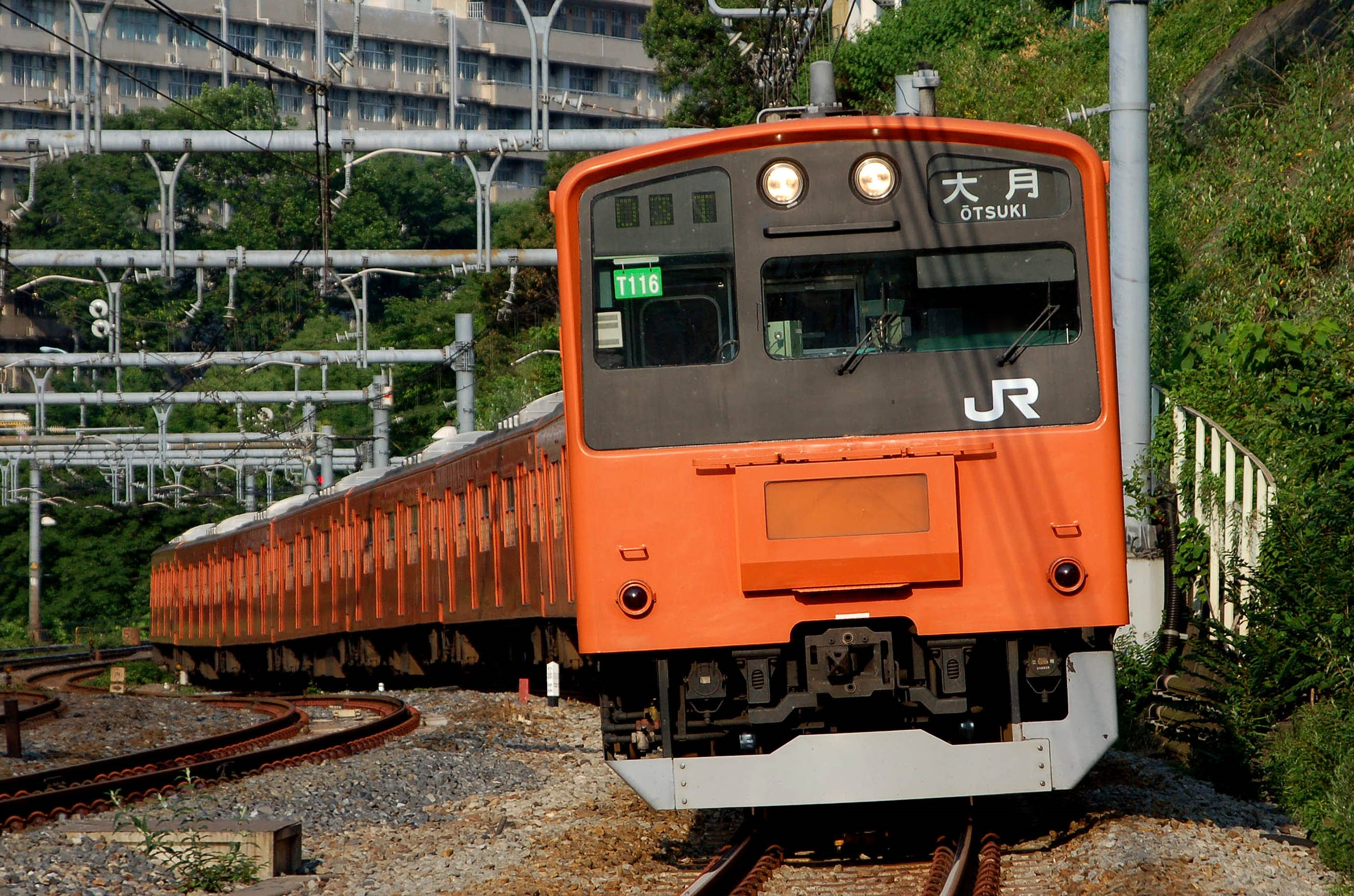
쾌속열차로 운행했던 201계

- 101계(1957년 12월 ~ 1983년 3월)
  - 고속 운행을 어느 정도 고려한 설계였지만, 냉방장치를 설치하면 주전동기가 과열되기 때문에, 일부를 제외하고 냉방 장치는 설치를 할 수 없었다.
- 103계(1973년 4월 ~ 1985년 3월)
  - 원래, 단거리 전용이었지만, 주오 쾌속선에도 투입되었다. 103계는 소부 완행선이나 난부 선의 냉방을 향상시키기 위해, 101계보다 빠른 시기에 모든 차량이 다른 노선으로 운행되었다.
- 201계(1979년 8월 ~ 2010년 10월)
  - 주황색 버밀리온 차체의 차량이 투입되었으며, 10량 편성과 4+6량 편성 2종류가 있었다. 열차 번호 및 편성 번호에서는 10량 편성은 H, 4+6량편성은 T로 표기되어 운행에도 구별되었다. 폐차되기 직전까지는 모든 편성이 도요타 차량 센터 소속이았지만, 그 이전에는 H가 옛 무사시코가네이 전철구, T는 옛 도요타 전철구 소속을 나타내었다. 옛날에는 옛 미타카 전철구 소속도 있었으며, 이 경우는 A로 표기되었다. 이 열차는 10량 편성이었으며, 미타카 전철구가 완행선 전용 기지가 된 이후에도 한동안 무사시코가네이 전철구 소속 10량 편성도 있었으나 민영화가 된 이후 H로 변경되었으며 그 후 T로 변경되었다. 또한 다카오 이서 구간으로 운행하는 경우 이 구간의 열차번호 끝자리는 M이 되었다.
  - 2006년부터 E233계의 도입으로 폐차가 시작되었다. 2007년 3월 18일의 시각표 개정으로 201계의 분할 편성의 일부가 E233계에 맞춘 편성(도쿄 측을 6량)에 재조합을 실시하여, H1편성을 제외한 모든 편성으로 편성 번호를 변경했다(비분할 편성에 편입된 H편성은, T편성 100번대에 개번 후, 2007년 12월에 T109 편성의 폐차 후 소멸). 2008년 3월말까지 E233계로의 교체를 완료한 후에도, 미타카 - 고쿠분지 구간의 고가 공사 완공까지 예비차로서 2편성이 투입되었으며, 이 편성의 경우에도 디지털 무선 설치 공사(편성의 중간에 짜 넣어진 선두차는 제외한다.)를 하였지만, 2010년말을 기하여 운행 종료가 2010년 2월 25일에 공표되었다.[6]

주오 라이너/오메 라이너
- 183계/189계(1991년 3월 - 2008년 3월 14일)

183계/189계는 라이너 운행헤서 퇴역한 이후에도 골든 위크 때나 여름 휴가철에 임시 운행 특급열차에 투입되기도 한다.  기본은 189계 마쿠하리 차(국철색)이지만, 이따금 나가노 차나 마쿠하리 차(아즈사 색)가 운행되기도 한다.

## 역 목록
| 역 번호 | 역명           | 일어 역명  | 쾌 속 | 주 특 | 오 특 | 통 쾌 | 통 특 | 나 익 | 홀 쾌 | 카 후 | 아 특                                                                      | 하 오 | 무 보                                                                               | 보 통    | 접속 노선 | 역간 거리  | 영업 거리  | 소재지 | 소재지     |            |
| ------- | -------------- | ---------- | ----- | ----- | ----- | ----- | ----- | ----- | ----- | --- | -------------------------------------------------------------------------- | ----- | ----------------------------------------------------------------------------------- | -------- | --- | ---------- | ---------- | ------ | ---------- | ---------- |
| JC 01   | 도쿄           | 東京       | ●     | ●     | ●     |       |       |       | ●     | ● | ●                                                                          | ●     |                                                                                     |          | 도카이도 신칸센, 도호쿠 신칸센, 도카이도 선 (JT 01), 우에노도쿄라인 (JU 01) 게이힌 도호쿠 선 (JK 26), 야마노테 선 (JY 01), 조반 쾌속선 (JU 01) 소부 쾌속선·요코스카 선 (JO 19), 게이요 선 (JE 01), 도쿄 지하철 마루노우치 선 (M-17) 도쿄 지하철 도자이 선 (오테마치역, T-09), 도쿄 지하철 지요다 선 (니주바시마에 역, C-10) 도쿄 도 교통국 지하철 미타 선 (오테마치역, I-09) | 0.0        | 0.0        | 도쿄도 | 지요다구   | 지요다구   |
| JC 02   | 간다           | 神田       | ●     | ●     | ●     | ●     | │     | │     | │     | 게이힌 도호쿠 선 (JK 27), 야마노테 선 (JY 02), 도쿄 지하철 긴자 선 (G-13)                                | 1.3                                                                        | 1.3   |                                                                                     |          | |            |            | 도쿄도 | 지요다구   | 지요다구   |
| JC 03   | 오차노미즈     | 御茶ノ水   | ●     | ●     | ●     | ●     | │     | │     | │     | 주오·소부 완행선 (JB 18), 도쿄 지하철 마루노우치 선 (M-20) 도쿄 지하철 지요다 선 (신오차노미즈 역, C-12) | 1.3                                                                        | 2.6   |                                                                                     |          | |            |            | 도쿄도 | 지요다구   | 지요다구   |
| JC 04   | 요쓰야         | 四ッ谷     | ●     | ●     | ●     | ●     | ▲     | │     | │     | 도쿄 지하철 마루노우치 선 (M-12), 도쿄 지하철 난보쿠 선 (N-08)                                           | 4.0                                                                        | 6.6   | 신주쿠구                                                                            | 신주쿠구 | |            |            | 도쿄도 |            |            |
| JC 05   | 신주쿠         | 新宿       | ●     | ●     | ●     | ●     | ●     | ●     | ●     | ● | ●                                                                          | ●     | 신주쿠구                                                                            | 신주쿠구 | 야마노테 선 (JY 17), 사이쿄 선 (JA 11), 쇼난 신주쿠 라인 (JS 20) 오다큐 전철 오다와라 선 (OH 01), 게이오 전철 게이오 선·신선 (KO 01) 도쿄 지하철 마루노우치 선 (M-08), 도쿄 도 교통국 지하철 신주쿠 선 (S-01) 도쿄 도 교통국 지하철 오에도 선 (신주쿠역, E-27 / 신주쿠니시구치 역, E-01) 세이부 철도 신주쿠 선 (세이부 신주쿠 역, SS 01)                                     | 3.7        | 10.3       | 도쿄도 |            |            |
| JC 06   | 나카노         | 中野       | ●     | ●     | ●     | ●     | ↑     | │     | ●     | │ | │                                                                          | │     | 도쿄 지하철 도자이 선 (T-01)                                                        | 4.4      | 14.7 | 나카노구   | 나카노구   | 도쿄도 |            |            |
| JC 07   | 고엔지         | 高円寺     | ▲     | │     | │     | ↓     | ↑     | │     | │     | │ | │                                                                          | │     |                                                                                     | 1.4      | 16.1 | 스기나미구 | 스기나미구 | 도쿄도 |            |            |
| JC 08   | 아사가야       | 阿佐ヶ谷   | ▲     | │     | │     | ↓     | ↑     | │     | │     | │ | │                                                                          | │     | 1.2                                                                                 | 17.3     | | 스기나미구 | 스기나미구 | 도쿄도 |            |            |
| JC 09   | 오기쿠보       | 荻窪       | ●     | │     | │     | ●     | ↑     | │     | │     | │ | │                                                                          | │     | 도쿄 지하철 마루노우치 선 (M-01)                                                    | 1.4      | 18.7 | 스기나미구 | 스기나미구 | 도쿄도 |            |            |
| JC 10   | 니시오기쿠보   | 西荻窪     | ▲     | │     | │     | ↓     | ↑     | │     | │     | │ | │                                                                          | │     |                                                                                     | 1.9      | 20.6 | 스기나미구 | 스기나미구 | 도쿄도 |            |            |
| JC 11   | 기치조지       | 吉祥寺     | ●     | │     | │     | ●     | ↑     | ●     | │     | │ | │                                                                          | │     | 게이오 전철 이노카시라 선 (IN 17)                                                   | 1.9      | 22.5 | 무사시노시 | 무사시노시 | 도쿄도 |            |            |
| JC 12   | 미타카         | 三鷹       | ●     | ●     | ●     | ●     | ↑     | ●     | ●     | ▲ | ▲                                                                          | │     |                                                                                     | 1.6      | 24.1 | 미타카시   | 미타카시   | 도쿄도 |            |            |
| JC 13   | 무사시사카이   | 武蔵境     | ●     | │     | │     | ↓     | ↑     | │     | │     | │ | │                                                                          | │     | 세이부 철도 다마가와 선 (SW 01)                                                     | 1.6      | 25.7 | 무사시노시 | 무사시노시 | 도쿄도 |            |            |
| JC 14   | 히가시코가네이 | 東小金井   | ●     | │     | │     | ↓     | ↑     | │     | │     | │ | │                                                                          | │     |                                                                                     | 1.7      | 27.4 | 고가네이시 | 고가네이시 | 도쿄도 |            |            |
| JC 15   | 무사시코가네이 | 武蔵小金井 | ●     | │     | │     | ↓     | ↑     | │     | │     | │ | │                                                                          | │     | 1.7                                                                                 | 29.1     | | 고가네이시 | 고가네이시 | 도쿄도 |            |            |
| JC 16   | 고쿠분지       | 国分寺     | ●     | ●     | ●     | ●     | ●     | ●     | ●     | │ | │                                                                          | │     | 세이부 철도 고쿠분지 선 (SK 01), 세이부 철도 다마코 선 (ST 01)                      | 2.3      | 31.4 | 고쿠분지시 | 고쿠분지시 | 도쿄도 |            |            |
| JC 17   | 니시코쿠분지   | 西国分寺   | ●     | │     | │     | ↓     | ↑     | │     | │     | │ | │                                                                          | │     | 무사시노 선 (JM 33)                                                                 | 1.4      | 32.8 | 고쿠분지시 | 고쿠분지시 | 도쿄도 |            |            |
| JC 18   | 구니타치       | 国立       | ●     | │     | │     | ↓     | ↑     | │     | │     | │ | │                                                                          | │     |                                                                                     | 1.7      | 34.5 | 구니타치시 | 구니타치시 | 도쿄도 |            |            |
| JC 19   | 다치카와       | 立川       | ●     | ●     | ●     | ●     | ●     | ●     | ●     | ● | ▲                                                                          | ●     | ●                                                                                   | ●        | 오메 선 (JC 19), 난부 선 (JN 26) 다마 도시 모노레일 모노레일 선 (다치카와키타 역, TT 12 / 다치카와미나미 역, TT 11) | 3.0        | 37.5       | 도쿄도 | 다치카와시 | 다치카와시 |
| JC 20   | 히노           | 日野       | ●     | ●     |       | ●     | ↑     | │     |       | │ | │                                                                          | │     | ●                                                                                   | ●        | | 3.3        | 40.8       | 도쿄도 | 히노시     | 히노시     |
| JC 21   | 도요다         | 豊田       | ●     | ●     | ●     | ↑     | │     | │     | │     | │ | ●                                                                          | ●     | 2.3                                                                                 | 43.1     | |            |            | 도쿄도 | 히노시     | 히노시     |
| JC 22   | 하치오지       | 八王子     | ●     | ●     | ●     | ●     | ●     | ●     | ●     | ● | ●                                                                          | ●     | 요코하마 선 (JH 32), ■ 하치코 선, 게이오 전철 게이오 선 (게이오 하치오지 역, KO 34) | 4.3      | 47.4 | 하치오지시 | 하치오지시 | 도쿄도 |            |            |
| JC 23   | 니시하치오지   | 西八王子   | ●     | ●     | ●     | ↑     | │     | │     | │     | |                                                                            | ●     |                                                                                     | 2.4      | 49.8 | 하치오지시 | 하치오지시 | 도쿄도 |            |            |
| JC 24   | 다카오         | 高尾       | ●     | ●     | ●     | ●     | ●     | │     | │     | ● | ■ 주오 본선 (JC 24, 직결 운행, 오쓰키 방면), 게이오 전철 다카오 선 (KO 52) | 3.3   | 53.1                                                                                |          | | 하치오지시 | 하치오지시 | 도쿄도 |            |            |

- 쾌속 : 쾌속 정차역
- 통쾌 : 통근쾌속 정차역
- 주특 : 주오 특별쾌속 정차역
- 오특 : 오메 특별쾌속 정차역
- 통특 : 통근 특별쾌속 정차역
- 나익 : 나리타 익스프레스 정차역
- 홀쾌 : 홀리데이 쾌속 오쿠타마/아키가와 정차역
- 카후 : 특급 카이지/후지유람 정차역
- 아특 : 특급 아즈사 정차역
- 하오 : 특급 하치오지/오메 정차역 (단, 특급 오메 열차는 다치카와역에서 오메 선으로 빠져나간다.)
- 무보 : 무사시노 선과 직결하는 보통 '무사시노 호' 정차역
- 보통 : 주오 본선의 보통열차 정차역

## 사철과의 관계
주오 선의 신주쿠 - 다카오 구간은 게이오 전철의 게이오 선과 다카오 선, 그리고 이노카시라 선과 경쟁 관계에 있다.  그렇기 때문에 주오 특쾌나 통근 특쾌처럼 빠르게 운행하는 열차를 운행하는 한편, 기치조지 - 시부야 구간 등을 특별 운임 구간으로 설정하여 원래의 요금보다 저렴하게 설정하는 등 대책을 강구하고 있다.
또한 신주쿠 - 하이지마(오메 선) 구간은 세이부 철도의 신주쿠 선 및 하이지마 선과 경쟁을 하고 있지만, 세이부 신주쿠 역의 입지가 좋지 않고, 세이부 철도는 수송의 중심이 도코로자와 및 혼카와고에 방면이며, 운행 횟수에서 차이가 나기 때문에 그렇게 치열한 경쟁 관계는 아니라고 할 수 있다.  그러나 세이부 철도가 2008년 6월 14일의  다이아그램 개정으로 세이부 신주쿠 - 하이지마 구간을 43분에 주파하는 하이지마 쾌속을 투입하였기 때문에 경쟁의 끈을 아주 놓을 수는 없다.
도쿄 - 오기쿠보 구간은 마루노우치 선과 경쟁을 하며, 도쿄역, 오차노미즈 역, 요쓰야 역, 신주쿠 역, 오기쿠보 역에서 환승이 가능하다.  주오 선에서는 도쿄역, 오차노미즈 역, 요쓰야 역, 신주쿠 역, 오기쿠보 역 순으로 운행하는데 마루노우치 선은 오차노미즈 역, 도쿄역, 요쓰야 역, 신주쿠 역, 오기쿠보 역 순으로 운행하고 있다.
여기서는 경쟁이 가장 치열한 게이오 전철과의 관계를 신주쿠 - 하치오지(게이오 하치오지도 포함) 구간을 놓고 비교하기로 한다.

### 운임
동일본 여객철도는 특별 운임구간까지 적용할 경우 원래 설정해야 할 요금보다 더 저렴하게 되지만, 6개월 통근 정기권을 제외하고는 운임면에서 게이오 철도가 더 우위에 있다.
보통 운임은 게이오 철도가 350엔인데 반하여, 동일본 여객철도는 특별 운임 구간을 적용한다고 해도 460엔이다.
정기권의 경우 할인율이 높은 6개월 짜리 정기권에서 동일본 여객철도가 더 저렴하나 그 외의 정기권은 게이오 전철이 더 저렴하다.  통학 정기권도 동일본 여객철도의 중학생용 통학 정기권보다 게이오 철도의 통학 정기권(중고생 모두 포함)이 더 저렴하다.

### 소요 시간
평일 낮시간대의 게이오 전철 특급 및 준특급과 주오 선 특별 쾌속을 비교할 경우, 주오 선이 약 40분, 게이오 선이 약 37분 걸린다.
주오 본선의 특급 열차가 최고 속도를 내며, 약 33분이 소요되나 승차할 경우 500엔의 자유석 요금을 추가로 지불해야 한다.

### 막차
신주쿠에서 하치오지(게이오 하치오지)로 가는 막차는 게이오 철도의 경우 0시 1분에 출발하는 다카하타부도 행 열차(단, 종착역에서 게이오 하치오지 행 각역정차 열차로 갈아타야 한다.)인데 주오 선은 0시 41분에 출발하는 다카오 행 각역정차 열차이며, 0시 11분에 출발하는 주오 특쾌 열차도 운행하고 있다.  이 때문에 심야 시간대의 운행 및 막차는 주오 선이 우위에 있다고 할 수 있다.